# Sandler AG
Die Sandler AG zählt weltweit zu den 20 größten Vliesstoffherstellern. Das mittelständische Familienunternehmen mit Sitz im oberfränkischen Schwarzenbach an der Saale in Bayern beschäftigt aktuell ca. 990 Mitarbeiter. 2021 erzielte das Unternehmen einen Umsatz von 365 Mio. Euro.

## Geschichte
1879 gründete Christian Heinrich Sandler eine Wattefabrik im oberfränkischen Hof. Die Wurzeln der Sandler AG liegen in der Herstellung von Polster- und Schneiderwatten. Alte Stoffe wurden durch Reißmaschinen in Einzelfasern zerrissen. Die entstandene Industriewatte wurde für die sich langsam entwickelnde Polstermöbelindustrie – insbesondere im Coburger Raum – eingesetzt. 1899 wurde der Sitz an die Lamitzmühle am Ortsrand von Schwarzenbach an der Saale verlegt, um den erhöhten Energiebedarf durch die Wasserkraft der Lamitz zu decken. Später wurde diese durch eine Dampfmaschine ergänzt.
Nach dem Zweiten Weltkrieg begann der kontinuierliche Aufbau des Unternehmens. Die Grundlage für die Entwicklung zum Vliesstoffwerk schaffte Christian Heinrich Sandler, der Enkel des Unternehmensgründers, der 1952 die Unternehmensleitung übernahm. Der erste große Strukturwandel erfolgte 1967 mit der Aufnahme der Produktion voluminöser Vliesstoffe, bestehend aus synthetischen Fasern. Systematisch wurden neue Märkte für voluminöse Vliesstoffe erschlossen, so dass der Einsatz nicht nur im Polstermöbel-, sondern auch im Freizeitmöbelbereich sowie der Winter- und Sportbekleidung erfolgte.
Mit der thermischen Verfestigung voluminöser Vliesstoffe führte das Unternehmen in den 1970er Jahren ein neuartiges Verfahren ein, das sich heute weitestgehend am Markt durchgesetzt hat. Das Unternehmen kombinierte die bestehende Nadelvliestechnologie mit der neuartigen Thermofusionstechnologie. Das Ergebnis waren Vliesstoff-Reinigungstücher, welche die früher genutzten Grobgarngewebe sukzessiv ersetzt haben.
1987 begann das Unternehmen mit der Herstellung von Thermobonding-Vliesstoffen, welche ihren Einsatz insbesondere in den Märkten Hygiene, Transportation und Filtration finden. Damit erschloss sich Sandler weltweite Exportmöglichkeiten. 1993 wurde die größte europäische Anlage für voluminöse Vliesstoffe in Schwarzenbach in Betrieb genommen.
In den Folgejahren baute Sandler den Standort Schwarzenbach weiter aus. Im Jahr 1999 wurde die Meltblown-Technologie eingeführt, bei der aus Kunststoffgranulaten mittels spezieller Spinndüsen Feinstfaservliese hergestellt werden, die für technische Anwendungen wie die Filtration zum Einsatz kommen. Seit 2003 stellt Sandler auch wasserstrahlverfestigte Vliesstoffe – sogenannte Spunlace-Vliese – her, die vor allem für Reinigungs- und Kosmetiktücher Verwendung finden. 2005 wurde das Spektrum durch vernadelte Vliesstoffe erweitert, die im Needlepunching-Verfahren hergestellt und beispielsweise als Absorber im Automobil eingesetzt werden.
Im Jahr 2016 nahm mit der Sandler Nonwoven Corporation der erste Auslandsstandort des Unternehmens in Perry, Georgia, USA, die Produktion von Vliesstoffen auf.

## Preise
- Bayerischer Qualitätspreis 1994
- Bayerische Umweltmedaille 1999

## Produkte
| Hygiene        | Vliese für Windeln, Produkte für die Damenhygiene und Inkontinenz-Artikel                                                                                     |
| Wipes          | Vliese für Trocken- & Nassanwendung als Baby- und Kosmetiktuch oder Reinigungstuch für Haushalt und Industrie                                                 |
| Transportation | Faserabsorber, leichte, akustisch wirksame Formteile, Sitzunterpolsterung, Abdeckvliese                                                                       |
| Filtration     | Filtervliese für die Heizungs-, Lüftungs- und Klimatechnik; Luft- und Kraftstofffiltration in Fahrzeugen, Industriefiltration, synthetische Staubsaugerbeutel |
| Technik        | Vliese für Wärme- & Geräuschisolierung im Bau und in technischen Anlagen, Bürogestaltung & Raumakustik, Verpackungsmaterial oder Hydroponikträger             |
| Heimtextil     | Materialien für Polstermöbel, Matratzen & Bettwaren, Bekleidung, Bürogestaltung und Raumakustik                                                               |

## Sandler Stiftung
Die Christian-Heinrich-Sandler-Stiftung widmet sich seit ihrer Gründung im Jahr 2003 der Förderung gemeinnütziger und mildtätiger Institutionen und Projekte, vornehmlich in der Region Schwarzenbach.
Die Stiftung wurde mit dem Preisgeld des Energieförderpreises der E.ON Bayern 2003 und Mitteln aus dem Unternehmen durch den Gründer Christian Heinrich Sandler ins Leben gerufen. Bis 2014 wurden von der Sandler AG und der Christian-Heinrich-Sandler-Stiftung insgesamt 538.000 Euro an Spenden- und Sponsoringgeldern für Institutionen und Projekte in der Region vergeben.